# Gran Premio di superbike di Valencia 2008
Il Gran Premio di superbike di Valencia 2008 è la terza prova del mondiale superbike 2008, nello stesso fine settimana si corre il terzo gran premio stagionale del mondiale supersport 2008 ed il primo gran premio stagionale della Superstock 1000 FIM Cup 2008.

## Superbike
Le classifiche del Campionato mondiale Superbike sono le seguenti:

### Superpole
I primi sedici piloti partecipano alla superpole i restanti si qualificano con il miglior tempo ottenuto nelle due sessioni di qualifica.
| Pos. | Nº  | Naz.                 | Pilota             | Squadra                        | Motocicletta      | Sess. 1  | Sess. 2   | Giri | Superpole | Tempo    | Gap   | Avg     |
| ---- | --- | -------------------- | ------------------ | ------------------------------ | ----------------- | -------- | --------- | ---- | --------- | -------- | ----- | ------- |
| 1º   | 76  | Germania (bandiera)  | Max Neukirchner    | Alstare Suzuki                 | Suzuki GSX-R 1000 | 1'34.806 | 1'34.546  | 45   | 1'33.805  | 1'33.805 |       | 153,702 |
| 2º   | 34  | Giappone (bandiera)  | Yukio Kagayama     | Suzuki Alstare                 | Suzuki GSX-R 1000 | 1'34.932 | 1'34.762  | 50   | 1'33.928  | 1'33.928 | 0.123 | 153,501 |
| 3º   | 21  | Australia (bandiera) | Troy Bayliss       | Ducati Xerox                   | Ducati 1098 F08   | 1'35.060 | 1'34.936  | 47   | 1'33.976  | 1'33.976 | 0.171 | 153,422 |
| 4º   | 111 | Spagna (bandiera)    | Rubén Xaus         | Sterilgarda Go Eleven          | Ducati 1098 RS 08 | 1'35.892 | 1'35.008  | 43   | 1'34.332  | 1'34.332 | 0.527 | 152,843 |
| 5º   | 57  | Italia (bandiera)    | Lorenzo Lanzi      | R.G. Team                      | Ducati 1098 RS 08 | 1'35.085 | 1'34.587  | 38   | 1'34.370  | 1'34.370 | 0.565 | 152,782 |
| 6º   | 23  | Giappone (bandiera)  | Ryūichi Kiyonari   | Hannspree Ten Kate Honda       | Honda CBR1000RR   | 1'35.550 | 1'35.148  | 49   | 1'34.370  | 1'34.370 | 0.565 | 152,782 |
| 7º   | 7   | Spagna (bandiera)    | Carlos Checa       | Hannspree Ten Kate Honda       | Honda CBR1000RR   | 1'35.042 | 1'34.418  | 54   | 1'34.492  | 1'34.492 | 0.687 | 152,584 |
| 8º   | 11  | Australia (bandiera) | Troy Corser        | Yamaha Motor Italia WSB        | Yamaha YZF-R1     | 1'35.424 | 1'34.607  | 40   | 1'34.613  | 1'34.613 | 0.808 | 152,389 |
| 9º   | 3   | Italia (bandiera)    | Max Biaggi         | Sterilgarda Go Eleven          | Ducati 1098 RS 08 | 1'36.305 | 1'35.304  | 49   | 1'34.658  | 1'34.658 | 0.853 | 152,317 |
| 10º  | 41  | Giappone (bandiera)  | Noriyuki Haga      | Yamaha Motor Italia WSB        | Yamaha YZF-R1     | 1'35.548 | 1'35.331  | 48   | 1'34.770  | 1'34.770 | 0.965 | 152,137 |
| 11º  | 84  | Italia (bandiera)    | Michel Fabrizio    | Ducati Xerox                   | Ducati 1098 F08   | 1'35.080 | 1'35.004  | 46   | 1'34.799  | 1'34.799 | 0.994 | 152,090 |
| 12º  | 100 | Giappone (bandiera)  | Makoto Tamada      | Kawasaki PSG-1 Corse           | Kawasaki ZX-10R   | 1'35.598 | 1'35.209  | 43   | 1'34.930  | 1'34.930 | 1.125 | 151,880 |
| 13º  | 10  | Spagna (bandiera)    | Fonsi Nieto        | Suzuki Alstare                 | Suzuki GSX-R 1000 | 1'35.766 | 1'34.922  | 50   | 1'34.959  | 1'34.959 | 1.154 | 151,834 |
| 14º  | 94  | Spagna (bandiera)    | David Checa        | Yamaha France Ipone GMT 94     | Yamaha YZF-R1     | 1'36.066 | 1'35.380  | 50   | 1'35.089  | 1'35.089 | 1.284 | 151,626 |
| 15º  | 55  | Francia (bandiera)   | Régis Laconi       | Kawasaki PSG-1 Corse           | Kawasaki ZX-10R   | 1'35.278 | 1'35.874  | 35   | 1'35.232  | 1'35.232 | 1.427 | 151,399 |
| 16º  | 96  | Rep. Ceca (bandiera) | Jakub Smrž         | Guandalini Racing by Grifo's   | Ducati 1098 RS 08 | 1'35.262 | 1'35.193  | 53   | 1'35.980  | 1'35.980 | 2.175 | 150,219 |
| 17º  | 36  | Spagna (bandiera)    | Gregorio Lavilla   | Ventaxia VK Honda              | Honda CBR1000RR   | 1'35.939 | 1'35.381  | 37   |           | 1'35.381 |       | 151,162 |
| 18º  | 44  | Italia (bandiera)    | Roberto Rolfo      | Hannspree Honda Althea         | Honda CBR1000RR   | 1'35.756 | 1'35.521  | 50   |           | 1'35.521 |       | 150,941 |
| 19º  | 31  | Australia (bandiera) | Karl Muggeridge    | D.F. Racing                    | Honda CBR1000RR   | 1'35.634 | 1'35.597  | 39   |           | 1'35.597 |       | 150,821 |
| 20º  | 83  | Australia (bandiera) | Russell Holland    | D.F. Racing - Bertocchi        | Honda CBR1000RR   | 1'36.150 | 1'35.692  | 40   |           | 1'35.692 |       | 150,671 |
| 21º  | 38  | Giappone (bandiera)  | Shin'ichi Nakatomi | YZF Yamaha                     | Yamaha YZF-R1     | 1'36.088 | 1'35.703  | 50   |           | 1'35.703 |       | 150,654 |
| 22º  | 194 | Francia (bandiera)   | Sébastien Gimbert  | Yamaha France Ipone GMT 94     | Yamaha YZF-R1     | 1'35.766 | 54'15.498 | 30   |           | 1'35.766 |       | 150,554 |
| 23º  | 16  | Spagna (bandiera)    | Sergio Fuertes     | Suzuki Motorrad                | Suzuki GSX-R 1000 | 1'36.711 | 1'35.862  | 51   |           | 1'35.862 |       | 150,404 |
| 24º  | 54  | Turchia (bandiera)   | Kenan Sofuoğlu     | Hannspree Ten Kate Honda Jr.   | Honda CBR1000RR   | 1'36.268 | 1'35.911  | 46   |           | 1'35.911 |       | 150,327 |
| 25º  | 131 | Spagna (bandiera)    | Carmelo Morales    | L'Oreal Men Expert Laglisse    | Yamaha YZF-R1     | 1'36.070 | 1'36.128  | 48   |           | 1'36.070 |       | 150,078 |
| 26º  | 37  | Spagna (bandiera)    | Diego Lozano Ortiz | Honda Joe Darcey               | Honda CBR1000RR   | 1'37.381 | 1'36.453  | 42   |           | 1'36.453 |       | 149,482 |
| 27º  | 86  | Italia (bandiera)    | Ayrton Badovini    | Team Pedercini                 | Kawasaki ZX-10R   | 1'36.749 | 1'36.596  | 43   |           | 1'36.596 |       | 149,261 |
| 28º  | 88  | Giappone (bandiera)  | Shūhei Aoyama      | Alto Evolution Honda Superbike | Honda CBR1000RR   | 1'37.958 | 1'36.618  | 45   |           | 1'36.618 |       | 149,227 |
| 29º  | 22  | Italia (bandiera)    | Luca Morelli       | Alto Evolution Honda Superbike | Honda CBR1000RR   | 1'37.660 | 1'37.283  | 42   |           | 1'37.283 |       | 148,207 |
| 30º  | 77  | Francia (bandiera)   | Loic Napoleone     | Grillini PBR                   | Yamaha YZF-R1     | 1'37.288 | 1'37.343  | 39   |           | 1'37.288 |       | 148,199 |

### Gara 1
fonte:
Gara uno vede una fuga iniziale di Neukirchner su Suzuki, inseguito da Checa che rimonta da centro gruppo, mentre alle sue spalle le Ducati di Bayliss e di Lanzi si contendono il terzo gradino del podio.
All'ultima curva lo spagnolo porta un attacco al pilota della Suzuki e finiscono entrambi a terra, mentre nello stesso momento Lanzi sorpassa Bayliss e ritrova così la vittoria, proprio davanti al suo ex compagno di squadra.

#### Arrivati al traguardo
| Pos. | Nº  | Naz.                 | Pilota             | Squadra                        | Motocicletta      | Giri | Tempo     | Giro veloce | Velocità | Punti |
| ---- | --- | -------------------- | ------------------ | ------------------------------ | ----------------- | ---- | --------- | ----------- | -------- | ----- |
| 1º   | 57  | Italia (bandiera)    | Lorenzo Lanzi      | R.G. Team                      | Ducati 1098 RS 08 | 23   | 37'01.894 | 1'35.467    | 292,7    | 25    |
| 2º   | 21  | Australia (bandiera) | Troy Bayliss       | Ducati Xerox                   | Ducati 1098 F08   | 23   | +2.987    | 1'35.412    | 291,9    | 20    |
| 3º   | 11  | Australia (bandiera) | Troy Corser        | Yamaha Motor Italia WSB        | Yamaha YZF-R1     | 23   | +7.287    | 1'35.256    | 297,5    | 16    |
| 4º   | 10  | Spagna (bandiera)    | Fonsi Nieto        | Suzuki Alstare                 | Suzuki GSX-R 1000 | 23   | +11.992   | 1'35.548    | 301,7    | 13    |
| 5º   | 7   | Spagna (bandiera)    | Carlos Checa       | Hannspree Ten Kate Honda       | Honda CBR1000RR   | 23   | +12.824   | 1'35.211    | 296,7    | 11    |
| 6º   | 31  | Australia (bandiera) | Karl Muggeridge    | D.F. Racing                    | Honda CBR1000RR   | 23   | +13.125   | 1'35.883    | 297,5    | 10    |
| 7º   | 36  | Spagna (bandiera)    | Gregorio Lavilla   | Ventaxia VK Honda              | Honda CBR1000RR   | 23   | +13.191   | 1'35.968    | 303,4    | 9     |
| 8º   | 55  | Francia (bandiera)   | Régis Laconi       | Kawasaki PSG-1 Corse           | Kawasaki ZX-10R   | 23   | +13.906   | 1'36.317    | 295,9    | 8     |
| 9º   | 100 | Giappone (bandiera)  | Makoto Tamada      | Kawasaki PSG-1 Corse           | Kawasaki ZX-10R   | 23   | +17.254   | 1'36.310    | 293,5    | 7     |
| 10º  | 44  | Italia (bandiera)    | Roberto Rolfo      | Hannspree Honda Althea         | Honda CBR1000RR   | 23   | +18.606   | 1'36.037    | 299,2    | 6     |
| 11º  | 38  | Giappone (bandiera)  | Shin'ichi Nakatomi | YZF Yamaha                     | Yamaha YZF-R1     | 23   | +19.858   | 1'36.315    | 295,9    | 5     |
| 12º  | 54  | Turchia (bandiera)   | Kenan Sofuoğlu     | Hannspree Ten Kate Honda Jr.   | Honda CBR1000RR   | 23   | +23.350   | 1'36.520    | 295,1    | 4     |
| 13º  | 83  | Australia (bandiera) | Russell Holland    | D.F. Racing - Bertocchi        | Honda CBR1000RR   | 23   | +23.577   | 1'36.452    | 303,4    | 3     |
| 14º  | 96  | Rep. Ceca (bandiera) | Jakub Smrž         | Guandalini Racing by Grifo's   | Ducati 1098 RS 08 | 23   | +24.082   | 1'36.532    | 298,4    | 2     |
| 15º  | 94  | Spagna (bandiera)    | David Checa        | Yamaha France Ipone GMT 94     | Yamaha YZF-R1     | 23   | +26.611   | 1'36.518    | 288,0    | 1     |
| 16º  | 3   | Italia (bandiera)    | Max Biaggi         | Sterilgarda Go Eleven          | Ducati 1098 RS 08 | 23   | +41.168   | 1'35.799    | 292,7    |       |
| 17º  | 86  | Italia (bandiera)    | Ayrton Badovini    | Team Pedercini                 | Kawasaki ZX-10R   | 23   | +44.405   | 1'37.453    | 291,9    |       |
| 18º  | 22  | Italia (bandiera)    | Luca Morelli       | Alto Evolution Honda Superbike | Honda CBR1000RR   | 23   | +57.045   | 1'37.647    | 285,0    |       |
| 19º  | 37  | Spagna (bandiera)    | Diego Lozano Ortiz | Honda Joe Darcey               | Honda CBR1000RR   | 23   | +1'05.173 | 1'38.104    | 285,7    |       |
| 20º  | 77  | Francia (bandiera)   | Loic Napoleone     | Grillini PBR                   | Yamaha YZF-R1     | 18   | +5 giri   | 1'38.257    | 284,2    |       |

#### Ritirati
| Nº  | Naz.                | Pilota            | Squadra                        | Motocicletta      | Giri | Giro veloce | Velocità |
| --- | ------------------- | ----------------- | ------------------------------ | ----------------- | ---- | ----------- | -------- |
| 76  | Germania (bandiera) | Max Neukirchner   | Alstare Suzuki                 | Suzuki GSX-R 1000 | 22   | 1'35.339    | 297,5    |
| 111 | Spagna (bandiera)   | Rubén Xaus        | Sterilgarda Go Eleven          | Ducati 1098 RS 08 | 10   | 1'35.467    | 290,3    |
| 23  | Giappone (bandiera) | Ryūichi Kiyonari  | Hannspree Ten Kate Honda       | Honda CBR1000RR   | 9    | 1'35.805    | 300,0    |
| 84  | Italia (bandiera)   | Michel Fabrizio   | Ducati Xerox                   | Ducati 1098 F08   | 4    | 1'35.960    | 293,5    |
| 41  | Giappone (bandiera) | Noriyuki Haga     | Yamaha Motor Italia WSB        | Yamaha YZF-R1     | 3    | 1'35.131    | 307,7    |
| 34  | Giappone (bandiera) | Yukio Kagayama    | Suzuki Alstare                 | Suzuki GSX-R 1000 | 3    | 1'36.085    | 295,9    |
| 131 | Spagna (bandiera)   | Carmelo Morales   | L'Oreal Men Expert Laglisse    | Yamaha YZF-R1     | 3    | 1'36.582    | 291,9    |
| 194 | Francia (bandiera)  | Sébastien Gimbert | Yamaha France Ipone GMT 94     | Yamaha YZF-R1     | 1    |             | 286,5    |
| 16  | Spagna (bandiera)   | Sergio Fuertes    | Suzuki Motorrad                | Suzuki GSX-R 1000 | 1    |             | 288,8    |
| 88  | Giappone (bandiera) | Shūhei Aoyama     | Alto Evolution Honda Superbike | Honda CBR1000RR   | 1    |             | 294,3    |

### Gara 2
fonte:
In gara due è Haga a tenere in pugno la corsa, superando e controllando Bayliss fin sotto la bandiera a scacchi.

#### Arrivati al traguardo
| Pos. | Nº  | Naz.                 | Pilota             | Squadra                        | Motocicletta      | Giri | Tempo     | Giro veloce | Velocità | Punti |
| ---- | --- | -------------------- | ------------------ | ------------------------------ | ----------------- | ---- | --------- | ----------- | -------- | ----- |
| 1º   | 41  | Giappone (bandiera)  | Noriyuki Haga      | Yamaha Motor Italia WSB        | Yamaha YZF-R1     | 23   | 37'03.759 | 1'35.425    | 302,6    | 25    |
| 2º   | 21  | Australia (bandiera) | Troy Bayliss       | Ducati Xerox                   | Ducati 1098 F08   | 23   | +1.551    | 1'35.815    | 291,9    | 20    |
| 3º   | 7   | Spagna (bandiera)    | Carlos Checa       | Hannspree Ten Kate Honda       | Honda CBR1000RR   | 23   | +2.903    | 1'35.322    | 296,7    | 16    |
| 4º   | 23  | Giappone (bandiera)  | Ryūichi Kiyonari   | Hannspree Ten Kate Honda       | Honda CBR1000RR   | 23   | +7.277    | 1'36.072    | 299,2    | 13    |
| 5º   | 11  | Australia (bandiera) | Troy Corser        | Yamaha Motor Italia WSB        | Yamaha YZF-R1     | 23   | +8.051    | 1'35.843    | 295,9    | 11    |
| 6º   | 34  | Giappone (bandiera)  | Yukio Kagayama     | Suzuki Alstare                 | Suzuki GSX-R 1000 | 23   | +9.223    | 1'35.990    | 297,5    | 10    |
| 7º   | 111 | Spagna (bandiera)    | Rubén Xaus         | Sterilgarda Go Eleven          | Ducati 1098 RS 08 | 23   | +10.164   | 1'36.202    | 288,0    | 9     |
| 8º   | 3   | Italia (bandiera)    | Max Biaggi         | Sterilgarda Go Eleven          | Ducati 1098 RS 08 | 23   | +10.614   | 1'36.110    | 290,3    | 8     |
| 9º   | 55  | Francia (bandiera)   | Régis Laconi       | Kawasaki PSG-1 Corse           | Kawasaki ZX-10R   | 23   | +17.234   | 1'36.354    | 293,5    | 7     |
| 10º  | 10  | Spagna (bandiera)    | Fonsi Nieto        | Suzuki Alstare                 | Suzuki GSX-R 1000 | 23   | +18.100   | 1'36.304    | 300,0    | 6     |
| 11º  | 36  | Spagna (bandiera)    | Gregorio Lavilla   | Ventaxia VK Honda              | Honda CBR1000RR   | 23   | +18.288   | 1'36.245    | 305,1    | 5     |
| 12º  | 57  | Italia (bandiera)    | Lorenzo Lanzi      | R.G. Team                      | Ducati 1098 RS 08 | 23   | +18.826   | 1'36.129    | 288,8    | 4     |
| 13º  | 84  | Italia (bandiera)    | Michel Fabrizio    | Ducati Xerox                   | Ducati 1098 F08   | 23   | +21.770   | 1'36.131    | 293,5    | 3     |
| 14º  | 96  | Rep. Ceca (bandiera) | Jakub Smrž         | Guandalini Racing by Grifo's   | Ducati 1098 RS 08 | 23   | +22.872   | 1'36.343    | 295,1    | 2     |
| 15º  | 54  | Turchia (bandiera)   | Kenan Sofuoğlu     | Hannspree Ten Kate Honda Jr.   | Honda CBR1000RR   | 23   | +25.224   | 1'36.577    | 295,1    | 1     |
| 16º  | 38  | Giappone (bandiera)  | Shin'ichi Nakatomi | YZF Yamaha                     | Yamaha YZF-R1     | 23   | +25.301   | 1'36.594    | 295,9    |       |
| 17º  | 44  | Italia (bandiera)    | Roberto Rolfo      | Hannspree Honda Althea         | Honda CBR1000RR   | 23   | +25.509   | 1'36.746    | 295,1    |       |
| 18º  | 94  | Spagna (bandiera)    | David Checa        | Yamaha France Ipone GMT 94     | Yamaha YZF-R1     | 23   | +25.615   | 1'36.712    | 288,0    |       |
| 19º  | 83  | Australia (bandiera) | Russell Holland    | D.F. Racing - Bertocchi        | Honda CBR1000RR   | 23   | +26.503   | 1'36.663    | 297,5    |       |
| 20º  | 31  | Australia (bandiera) | Karl Muggeridge    | D.F. Racing                    | Honda CBR1000RR   | 23   | +35.171   | 1'36.718    | 293,5    |       |
| 21º  | 86  | Italia (bandiera)    | Ayrton Badovini    | Team Pedercini                 | Kawasaki ZX-10R   | 23   | +53.624   | 1'37.357    | 290,3    |       |
| 22º  | 37  | Spagna (bandiera)    | Diego Lozano Ortiz | Honda Joe Darcey               | Honda CBR1000RR   | 23   | +54.672   | 1'37.946    | 284,2    |       |
| 23º  | 22  | Italia (bandiera)    | Luca Morelli       | Alto Evolution Honda Superbike | Honda CBR1000RR   | 23   | +1'00.537 | 1'38.137    | 283,5    |       |
| 24º  | 88  | Giappone (bandiera)  | Shūhei Aoyama      | Alto Evolution Honda Superbike | Honda CBR1000RR   | 23   | +1'24.952 | 1'38.488    | 287,2    |       |
| 25º  | 131 | Spagna (bandiera)    | Carmelo Morales    | L'Oreal Men Expert Laglisse    | Yamaha YZF-R1     | 22   | +1 giro   | 1'36.426    | 285,7    |       |

#### Ritirati
| Nº  | Naz.                | Pilota         | Squadra              | Motocicletta    | Giri | Giro veloce | Velocità |
| --- | ------------------- | -------------- | -------------------- | --------------- | ---- | ----------- | -------- |
| 100 | Giappone (bandiera) | Makoto Tamada  | Kawasaki PSG-1 Corse | Kawasaki ZX-10R | 7    | 1'36.621    | 293,5    |
| 77  | Francia (bandiera)  | Loic Napoleone | Grillini PBR         | Yamaha YZF-R1   | 6    | 1'39.030    | 281,2    |

## Supersport

### Qualifiche
fonte:
| Pos. | Nº  | Naz.                   | Pilota               | Squadra                           | Motocicletta    | Sess. 1  | Sess. 2  | Tempo    | Gap   | Avg     | Giri |
| ---- | --- | ---------------------- | -------------------- | --------------------------------- | --------------- | -------- | -------- | -------- | ----- | ------- | ---- |
| 1º   | 88  | Australia (bandiera)   | Andrew Pitt          | Hannspree Ten Kate Honda          | Honda CBR600RR  | 1'36.773 | 1'37.731 | 1'36.773 |       | 148,988 | 32   |
| 2º   | 26  | Spagna (bandiera)      | Joan Lascorz         | Glaner Motocard.com               | Honda CBR600RR  | 1'37.538 | 1'36.879 | 1'36.879 | 0.106 | 148,825 | 35   |
| 3º   | 18  | Regno Unito (bandiera) | Craig Jones          | Parkalgar Racing                  | Honda CBR600RR  | 1'37.068 | 1'37.270 | 1'37.068 | 0.295 | 148,535 | 37   |
| 4º   | 23  | Australia (bandiera)   | Broc Parkes          | Yamaha World Supersport           | Yamaha YZF-R6   | 1'37.436 | 1'37.232 | 1'37.232 | 0.459 | 148,285 | 33   |
| 5º   | 21  | Giappone (bandiera)    | Katsuaki Fujiwara    | Kawasaki Gil Motor Sport          | Kawasaki ZX-6R  | 1'37.233 | 1'38.201 | 1'37.233 | 0.460 | 148,283 | 32   |
| 6º   | 65  | Regno Unito (bandiera) | Jonathan Rea         | Hannspree Ten Kate Honda          | Honda CBR600RR  | 1'37.551 | 1'37.373 | 1'37.373 | 0.600 | 148,070 | 39   |
| 7º   | 55  | Italia (bandiera)      | Massimo Roccoli      | Yamaha Lorenzini By Leoni         | Yamaha YZF-R6   | 1'38.007 | 1'37.448 | 1'37.448 | 0.675 | 147,956 | 31   |
| 8º   | 25  | Australia (bandiera)   | Joshua Brookes       | Hannspree Stiggy Motorsport Honda | Honda CBR600RR  | 1'37.449 | 1'37.584 | 1'37.449 | 0.676 | 147,954 | 35   |
| 9º   | 99  | Francia (bandiera)     | Fabien Foret         | Yamaha World Supersport           | Yamaha YZF-R6   | 1'38.211 | 1'37.653 | 1'37.653 | 0.880 | 147,645 | 16   |
| 10º  | 47  | Italia (bandiera)      | Ivan Clementi        | Triumph Italia BE1 Racing         | Triumph 675     | 1'38.315 | 1'37.725 | 1'37.725 | 0.952 | 147,536 | 34   |
| 11º  | 14  | Francia (bandiera)     | Matthieu Lagrive     | Intermoto Czech                   | Honda CBR600RR  | 1'38.042 | 1'37.760 | 1'37.760 | 0.987 | 147,484 | 38   |
| 12º  | 81  | Regno Unito (bandiera) | Graeme Gowland       | Benjan Racing                     | Honda CBR600RR  | 1'38.255 | 1'37.781 | 1'37.781 | 1.008 | 147,452 | 37   |
| 13º  | 77  | Paesi Bassi (bandiera) | Barry Veneman        | RES Software Hoegee Suzuki        | Suzuki GSX-R600 | 1'37.985 | 1'37.807 | 1'37.807 | 1.034 | 147,413 | 36   |
| 14º  | 9   | Regno Unito (bandiera) | Chris Walker         | Kawasaki Gil Motor Sport          | Kawasaki ZX-6R  | 1'37.810 | 1'38.604 | 1'37.810 | 1.037 | 147,408 | 32   |
| 15º  | 105 | Italia (bandiera)      | Gianluca Vizziello   | Berry Racing                      | Honda CBR600RR  | 1'37.899 | 1'38.090 | 1'37.899 | 1.126 | 147,274 | 32   |
| 16º  | 44  | Spagna (bandiera)      | David Salom          | Yamaha Spain                      | Yamaha YZF-R6   | 1'39.486 | 1'37.922 | 1'37.922 | 1.149 | 147,240 | 24   |
| 17º  | 69  | Italia (bandiera)      | Gianluca Nannelli    | Hannspree Honda Althea            | Honda CBR600RR  | 1'38.628 | 1'38.008 | 1'38.008 | 1.235 | 147,110 | 31   |
| 18º  | 57  | Italia (bandiera)      | Ilario Dionisi       | Triumph - SC                      | Triumph 675     | 1'39.324 | 1'38.031 | 1'38.031 | 1.258 | 147,076 | 20   |
| 19º  | 127 | Danimarca (bandiera)   | Robbin Harms         | Hannspree Stiggy Motorsport Honda | Honda CBR600RR  | 1'38.108 | 1'38.225 | 1'38.108 | 1.335 | 146,960 | 35   |
| 20º  | 38  | Francia (bandiera)     | Grégory Leblanc      | CRS Grand Prix                    | Honda CBR600RR  | 1'38.263 | 1'38.339 | 1'38.263 | 1.490 | 146,729 | 36   |
| 21º  | 8   | Australia (bandiera)   | Mark Aitchison       | Triumph Italia BE1 Racing         | Triumph 675     | 1'38.565 | 1'38.267 | 1'38.267 | 1.494 | 146,723 | 36   |
| 22º  | 24  | Australia (bandiera)   | Garry McCoy          | Triumph - SC                      | Triumph 675     | 1'38.739 | 1'38.303 | 1'38.303 | 1.530 | 146,669 | 27   |
| 23º  | 147 | Spagna (bandiera)      | Ángel Rodríguez      | L'Oreal Men Expert Laglisse       | Yamaha YZF-R6   | 1'38.666 | 1'38.435 | 1'38.435 | 1.662 | 146,472 | 25   |
| 24º  | 31  | Finlandia (bandiera)   | Vesa Kallio          | Benjan Racing                     | Honda CBR600RR  | 1'38.659 | 1'38.580 | 1'38.580 | 1.807 | 146,257 | 35   |
| 25º  | 17  | Portogallo (bandiera)  | Miguel Praia         | Parkalgar Racing                  | Honda CBR600RR  | 1'38.604 | 1'38.736 | 1'38.604 | 1.831 | 146,221 | 33   |
| 26º  | 37  | San Marino (bandiera)  | William De Angelis   | Intermoto Czech                   | Honda CBR600RR  | 1'38.872 | 1'38.770 | 1'38.770 | 1.997 | 145,975 | 34   |
| 27º  | 121 | Francia (bandiera)     | Arnaud Vincent       | Gil Motor Sport - Solution F      | Kawasaki ZX-6R  | 1'38.791 | 1'39.530 | 1'38.791 | 2.018 | 145,944 | 34   |
| 28º  | 32  | Italia (bandiera)      | Mirko Giansanti      | Berry Racing                      | Honda CBR600RR  | 1'39.330 | 1'38.909 | 1'38.909 | 2.136 | 145,770 | 40   |
| 29º  | 15  | Ungheria (bandiera)    | Gergo Talmacsi       | Factory Racing                    | Honda CBR600RR  | 1'39.083 | 1'40.065 | 1'39.083 | 2.310 | 145,514 | 35   |
| 30º  | 83  | Belgio (bandiera)      | Didier Van Keymeulen | RES Software Hoegee Suzuki        | Suzuki GSX-R600 | 1'39.661 | 1'39.123 | 1'39.123 | 2.350 | 145,456 | 36   |
| 31º  | 82  | Spagna (bandiera)      | Adrian Bonastre      | Honda Merson                      | Honda CBR600RR  | 1'40.431 | 1'39.237 | 1'39.237 | 2.464 | 145,289 | 15   |
| 32º  | 4   | Italia (bandiera)      | Lorenzo Alfonsi      | Team PMS                          | Honda CBR600RR  | 1'39.578 | 1'39.441 | 1'39.441 | 2.668 | 144,990 | 33   |
| 33º  | 199 | Italia (bandiera)      | Danilo Dell'Omo      | HP Racing                         | Honda CBR600RR  | 1'40.628 | 1'39.494 | 1'39.494 | 2.721 | 144,913 | 37   |
| 34º  | 51  | Spagna (bandiera)      | Santiago Barragán    | Glaner Motocard.com               | Honda CBR600RR  | 1'40.070 | 1'39.582 | 1'39.582 | 2.809 | 144,785 | 36   |
| 35º  | 75  | Slovenia (bandiera)    | Luka Nedog           | CRS Grand Prix                    | Honda CBR600RR  | 1'39.710 | 1'40.478 | 1'39.710 | 2.937 | 144,599 | 31   |
| 36º  | 72  | Ungheria (bandiera)    | Attila Magda         | Factory Racing                    | Honda CBR600RR  | 1'41.151 | 1'39.991 | 1'39.991 | 3.218 | 144,193 | 36   |

### Gara
fonte:

#### Arrivati al traguardo
| Pos. | Nº  | Naz.                   | Pilota               | Squadra                      | Motocicletta    | Giri | Tempo     | Giro veloce | Velocità | Punti |
| ---- | --- | ---------------------- | -------------------- | ---------------------------- | --------------- | ---- | --------- | ----------- | -------- | ----- |
| 1º   | 26  | Spagna (bandiera)      | Joan Lascorz         | Glaner Motocard.com          | Honda CBR600RR  | 23   | 37'58.607 | 1'37.884    | 254,6    | 25    |
| 2º   | 99  | Francia (bandiera)     | Fabien Foret         | Yamaha World Supersport      | Yamaha YZF-R6   | 23   | +1.125    | 1'37.837    | 265,3    | 20    |
| 3º   | 18  | Regno Unito (bandiera) | Craig Jones          | Parkalgar Racing             | Honda CBR600RR  | 23   | +1.530    | 1'37.942    | 259,5    | 16    |
| 4º   | 23  | Australia (bandiera)   | Broc Parkes          | Yamaha World Supersport      | Yamaha YZF-R6   | 23   | +10.514   | 1'37.590    | 267,9    | 13    |
| 5º   | 69  | Italia (bandiera)      | Gianluca Nannelli    | Hannspree Honda Althea       | Honda CBR600RR  | 23   | +17.492   | 1'38.272    | 266,0    | 11    |
| 6º   | 65  | Regno Unito (bandiera) | Jonathan Rea         | Hannspree Ten Kate Honda     | Honda CBR600RR  | 23   | +17.602   | 1'38.886    | 260,2    | 10    |
| 7º   | 55  | Italia (bandiera)      | Massimo Roccoli      | Yamaha Lorenzini By Leoni    | Yamaha YZF-R6   | 23   | +19.636   | 1'38.390    | 263,4    | 9     |
| 8º   | 147 | Spagna (bandiera)      | Ángel Rodríguez      | L'Oreal Men Expert Laglisse  | Yamaha YZF-R6   | 23   | +19.694   | 1'38.549    | 268,6    | 8     |
| 9º   | 9   | Regno Unito (bandiera) | Chris Walker         | Kawasaki Gil Motor Sport     | Kawasaki ZX-6R  | 23   | +25.230   | 1'38.904    | 261,4    | 7     |
| 10º  | 8   | Australia (bandiera)   | Mark Aitchison       | Triumph Italia BE1 Racing    | Triumph 675     | 23   | +25.702   | 1'39.044    | 260,8    | 6     |
| 11º  | 21  | Giappone (bandiera)    | Katsuaki Fujiwara    | Kawasaki Gil Motor Sport     | Kawasaki ZX-6R  | 23   | +32.370   | 1'39.022    | 260,8    | 5     |
| 12º  | 105 | Italia (bandiera)      | Gianluca Vizziello   | Berry Racing                 | Honda CBR600RR  | 23   | +33.591   | 1'39.254    | 258,3    | 4     |
| 13º  | 14  | Francia (bandiera)     | Matthieu Lagrive     | Intermoto Czech              | Honda CBR600RR  | 23   | +34.706   | 1'38.852    | 262,1    | 3     |
| 14º  | 31  | Finlandia (bandiera)   | Vesa Kallio          | Benjan Racing                | Honda CBR600RR  | 23   | +39.956   | 1'39.546    | 264,0    | 2     |
| 15º  | 17  | Portogallo (bandiera)  | Miguel Praia         | Parkalgar Racing             | Honda CBR600RR  | 23   | +40.227   | 1'39.550    | 261,4    | 1     |
| 16º  | 44  | Spagna (bandiera)      | David Salom          | Yamaha Spain                 | Yamaha YZF-R6   | 23   | +40.357   | 1'39.534    | 270,6    |       |
| 17º  | 37  | San Marino (bandiera)  | William De Angelis   | Intermoto Czech              | Honda CBR600RR  | 23   | +41.411   | 1'39.564    | 260,2    |       |
| 18º  | 121 | Francia (bandiera)     | Arnaud Vincent       | Gil Motor Sport - Solution F | Kawasaki ZX-6R  | 23   | +53.810   | 1'39.566    | 258,9    |       |
| 19º  | 88  | Australia (bandiera)   | Andrew Pitt          | Hannspree Ten Kate Honda     | Honda CBR600RR  | 23   | +56.968   | 1'37.954    | 261,4    |       |
| 20º  | 83  | Belgio (bandiera)      | Didier Van Keymeulen | RES Software Hoegee Suzuki   | Suzuki GSX-R600 | 23   | +59.575   | 1'40.141    | 259,5    |       |
| 21º  | 15  | Ungheria (bandiera)    | Gergo Talmacsi       | Factory Racing               | Honda CBR600RR  | 23   | +1'13.069 | 1'41.101    | 256,5    |       |
| 22º  | 75  | Slovenia (bandiera)    | Luka Nedog           | CRS Grand Prix               | Honda CBR600RR  | 23   | +1'27.385 | 1'41.398    | 255,2    |       |
| 23º  | 72  | Ungheria (bandiera)    | Attila Magda         | Factory Racing               | Honda CBR600RR  | 23   | +1'29.031 | 1'41.222    | 257,7    |       |

#### Ritirati
| Nº  | Naz.                   | Pilota            | Squadra                           | Motocicletta    | Giri | Giro veloce | Velocità |
| --- | ---------------------- | ----------------- | --------------------------------- | --------------- | ---- | ----------- | -------- |
| 51  | Spagna (bandiera)      | Santiago Barragán | Glaner Motocard.com               | Honda CBR600RR  | 14   | 1'39.649    | 258,3    |
| 32  | Italia (bandiera)      | Mirko Giansanti   | Berry Racing                      | Honda CBR600RR  | 14   | 1'40.348    | 259,5    |
| 77  | Paesi Bassi (bandiera) | Barry Veneman     | RES Software Hoegee Suzuki        | Suzuki GSX-R600 | 13   | 1'38.916    | 262,1    |
| 38  | Francia (bandiera)     | Grégory Leblanc   | CRS Grand Prix                    | Honda CBR600RR  | 11   | 1'39.073    | 257,1    |
| 82  | Spagna (bandiera)      | Adrian Bonastre   | Honda Merson                      | Honda CBR600RR  | 11   | 1'40.786    | 249,3    |
| 47  | Italia (bandiera)      | Ivan Clementi     | Triumph Italia BE1 Racing         | Triumph 675     | 9    | 1'38.950    | 259,5    |
| 81  | Regno Unito (bandiera) | Graeme Gowland    | Benjan Racing                     | Honda CBR600RR  | 8    | 1'38.755    | 264,0    |
| 127 | Danimarca (bandiera)   | Robbin Harms      | Hannspree Stiggy Motorsport Honda | Honda CBR600RR  | 5    | 1'38.818    | 264,6    |
| 25  | Australia (bandiera)   | Joshua Brookes    | Hannspree Stiggy Motorsport Honda | Honda CBR600RR  | 4    | 1'38.935    | 266,6    |
| 24  | Australia (bandiera)   | Garry McCoy       | Triumph - SC                      | Triumph 675     | 4    | 1'39.478    | 264,6    |
| 57  | Italia (bandiera)      | Ilario Dionisi    | Triumph - SC                      | Triumph 675     | 1    |             | 257,7    |
| 4   | Italia (bandiera)      | Lorenzo Alfonsi   | Team PMS                          | Honda CBR600RR  | 1    |             | 249,3    |
| 199 | Italia (bandiera)      | Danilo Dell'Omo   | HP Racing                         | Honda CBR600RR  | 1    |             | 254,0    |

## Superstock

### Qualifiche
fonte:
| Pos. | Nº  | Naz.                   | Pilota             | Squadra                      | Motocicletta        | Sess. 1  | Sess. 2  | Tempo    | Gap   | Avg     | Giri |
| ---- | --- | ---------------------- | ------------------ | ---------------------------- | ------------------- | -------- | -------- | -------- | ----- | ------- | ---- |
| 1º   | 155 | Australia (bandiera)   | Brendan Roberts    | Ducati Xerox Junior          | Ducati 1098R        | 1'38.284 | 1'37.114 | 1'37.114 |       | 148,465 | 22   |
| 2º   | 34  | Italia (bandiera)      | Davide Giugliano   | Cruciani Moto Suzuki Italia  | Suzuki GSX-R1000 K8 | 1'37.602 | 1'37.425 | 1'37.425 | 0.311 | 147,991 | 19   |
| 3º   | 51  | Italia (bandiera)      | Michele Pirro      | Yamaha Lorenzini By Leoni    | Yamaha YZF-R1       | 1'38.493 | 1'37.502 | 1'37.502 | 0.388 | 147,874 | 27   |
| 4º   | 71  | Italia (bandiera)      | Claudio Corti      | Yamaha Motor Italia Jun.Team | Yamaha YZF-R1       | 1'37.513 | 1'37.538 | 1'37.513 | 0.399 | 147,857 | 29   |
| 5º   | 21  | Francia (bandiera)     | Maxime Berger      | Hannspree IDS Ten Kate Honda | Honda CBR1000RR     | 1'38.971 | 1'37.678 | 1'37.678 | 0.564 | 147,607 | 27   |
| 6º   | 53  | Italia (bandiera)      | Alessandro Polita  | Sterilgarda Go Eleven        | Ducati 1098R        | 1'37.897 | 1'38.211 | 1'37.897 | 0.783 | 147,277 | 27   |
| 7º   | 72  | Spagna (bandiera)      | Jordi Torres       | Honda Merson                 | Honda CBR1000RR     | 1'38.726 | 1'37.976 | 1'37.976 | 0.862 | 147,158 | 30   |
| 8º   | 89  | Italia (bandiera)      | Domenico Colucci   | Ducati Xerox Junior          | Ducati 1098R        | 1'38.441 | 1'38.118 | 1'38.118 | 1.004 | 146,946 | 28   |
| 9º   | 19  | Belgio (bandiera)      | Xavier Siméon      | Alstare Suzuki               | Suzuki GSX-R1000    | 1'38.466 | 1'38.176 | 1'38.176 | 1.062 | 146,859 | 28   |
| 10º  | 7   | Austria (bandiera)     | René Mähr          | KTM Mähr Superstock          | KTM 1190 RC8        | 1'38.567 | 1'38.229 | 1'38.229 | 1.115 | 146,779 | 27   |
| 11º  | 132 | Francia (bandiera)     | Yoann Tiberio      | Team Pedercini               | Kawasaki ZX-10R     | 1'38.671 | 1'38.429 | 1'38.429 | 1.315 | 146,481 | 26   |
| 12º  | 119 | Italia (bandiera)      | Michele Magnoni    | Yamaha Lorenzini By Leoni    | Yamaha YZF-R1       | 1'39.274 | 1'38.455 | 1'38.455 | 1.341 | 146,443 | 30   |
| 13º  | 23  | Australia (bandiera)   | Chris Seaton       | Celani Team Suzuki Italia    | Suzuki GSX-R1000 K8 | 1'38.715 | 1'38.515 | 1'38.515 | 1.401 | 146,353 | 31   |
| 14º  | 16  | Paesi Bassi (bandiera) | Raymond Schouten   | Vd Heyden Motors Yamaha      | Yamaha YZF-R1       | 1'38.751 | 1'38.637 | 1'38.637 | 1.523 | 146,172 | 28   |
| 15º  | 111 | Italia (bandiera)      | Fabrizio Perotti   | Cruciani Moto Suzuki Italia  | Suzuki GSX-R1000 K8 | 1'39.010 | 1'38.771 | 1'38.771 | 1.657 | 145,974 | 30   |
| 16º  | 12  | Italia (bandiera)      | Alessio Aldrovandi | Team Pedercini               | Kawasaki ZX-10R     | 1'38.830 | 1'38.934 | 1'38.830 | 1.716 | 145,887 | 28   |
| 17º  | 77  | Regno Unito (bandiera) | Barry Liam Burrell | MS Racing                    | Honda CBR1000RR     | 1'39.394 | 1'38.847 | 1'38.847 | 1.733 | 145,862 | 29   |
| 18º  | 88  | Francia (bandiera)     | Kenny Foray        | Zone Rouge                   | Yamaha YZF-R1       | 1'39.336 | 1'39.053 | 1'39.053 | 1.939 | 145,558 | 33   |
| 19º  | 96  | Rep. Ceca (bandiera)   | Matěj Smrž         | MS Racing                    | Honda CBR1000RR     | 1'39.068 | 1'39.166 | 1'39.068 | 1.954 | 145,536 | 25   |
| 20º  | 20  | Francia (bandiera)     | Sylvain Barrier    | YZF Yamaha Junior            | Yamaha YZF-R1       | 1'40.251 | 1'39.075 | 1'39.075 | 1.961 | 145,526 | 28   |
| 21º  | 8   | Italia (bandiera)      | Andrea Antonelli   | Althea Racing AX 52          | Honda CBR1000RR     | 1'39.110 | 1'39.534 | 1'39.110 | 1.996 | 145,475 | 29   |
| 22º  | 14  | Svezia (bandiera)      | Filip Backlund     | MTM Racing                   | Suzuki GSX-R1000 K8 | 1'40.424 | 1'39.273 | 1'39.273 | 2.159 | 145,236 | 32   |
| 23º  | 15  | Italia (bandiera)      | Matteo Baiocco     | O Six Kawasaki Supported     | Kawasaki ZX-10R     | 1'39.896 | 1'39.351 | 1'39.351 | 2.237 | 145,122 | 31   |
| 24º  | 78  | Francia (bandiera)     | Freddy Foray       | Coutelle Junior Team Suzuki  | Suzuki GSX-R1000 K8 | 1'39.497 | 1'39.711 | 1'39.497 | 2.383 | 144,909 | 26   |
| 25º  | 87  | Australia (bandiera)   | Gareth Jones       | MIST Suzuki Racing           | Suzuki GSX-R1000 K8 | 1'40.744 | 1'39.577 | 1'39.577 | 2.463 | 144,792 | 27   |
| 26º  | 99  | Paesi Bassi (bandiera) | Roy Ten Napel      | MQP Racing                   | Suzuki GSX-R1000 K8 | 1'39.882 | 1'39.579 | 1'39.579 | 2.465 | 144,790 | 30   |
| 27º  | 5   | Paesi Bassi (bandiera) | Danny De Boer      | MQP Racing                   | Suzuki GSX-R1000 K8 | 1'40.499 | 1'39.664 | 1'39.664 | 2.550 | 144,666 | 33   |
| 28º  | 33  | Estonia (bandiera)     | Marko Rohtlaan     | Azione Corse                 | Honda CBR1000RR     | 1'44.150 | 1'39.804 | 1'39.804 | 2.690 | 144,463 | 17   |
| 29º  | 30  | Svizzera (bandiera)    | Michaël Savary     | Coutelle Junior Team Suzuki  | Suzuki GSX-R1000 K8 | 1'40.167 | 1'39.833 | 1'39.833 | 2.719 | 144,421 | 31   |
| 30º  | 29  | Italia (bandiera)      | Davide Bastianelli | Celani Team Suzuki Italia    | Suzuki GSX-R1000 K8 | 1'50.116 | 1'39.883 | 1'39.883 | 2.769 | 144,349 | 10   |
| 31º  | 18  | Regno Unito (bandiera) | Matt Bond          | MIST Suzuki Racing           | Suzuki GSX-R1000 K8 | 1'41.029 | 1'39.985 | 1'39.985 | 2.871 | 144,202 | 20   |
| 32º  | 24  | Slovenia (bandiera)    | Marko Jerman       | MD Team Jerman               | Honda CBR1000RR     | 1'40.727 | 1'40.494 | 1'40.494 | 3.380 | 143,471 | 33   |
| 33º  | 996 | Italia (bandiera)      | Jonathan Gallina   | Orelac Racing by Galvin      | Kawasaki ZX-10R     | 1'40.526 | 1'40.497 | 1'40.497 | 3.383 | 143,467 | 32   |
| 34º  | 41  | Svizzera (bandiera)    | Gregory Junod      | PCP Peko Racing              | Yamaha YZF-R1       | 1'41.133 | 1'40.561 | 1'40.561 | 3.447 | 143,376 | 30   |
| 35º  | 117 | Italia (bandiera)      | Denis Sacchetti    | Guandalini Racing by Grifo's | Ducati 1098R        | 1'42.566 | 1'40.563 | 1'40.563 | 3.449 | 143,373 | 21   |
| 36º  | 90  | Rep. Ceca (bandiera)   | Michal Drobný      | Intermoto Czech              | Honda CBR1000RR     | 1'41.763 | 1'41.449 | 1'41.449 | 4.335 | 142,121 | 27   |
| 37º  | 57  | Australia (bandiera)   | Cameron Stronach   | O SIX Kawasaki Supported     | Kawasaki ZX-10R     | 1'41.940 | 1'41.586 | 1'41.586 | 4.472 | 141,929 | 29   |
| 38º  | 92  | Slovenia (bandiera)    | Jure Stibilj       | MD Team Jerman               | Honda CBR1000RR     | 1'44.086 | 1'42.263 | 1'42.263 | 5.149 | 140,989 | 28   |
| 39º  | 58  | Italia (bandiera)      | Robert Gianfardoni | R.G. Team                    | Ducati 1098R        | 1'42.896 | 1'42.491 | 1'42.491 | 5.377 | 140,676 | 29   |
| 40º  | 66  | Paesi Bassi (bandiera) | Branko Srdanov     | Zone Rouge                   | Yamaha YZF-R1       | 1'43.364 | 1'43.139 | 1'43.139 | 6.025 | 139,792 | 33   |

### Gara
fonte:

#### Arrivati al traguardo
| Pos. | Nº  | Naz.                   | Pilota             | Squadra                      | Motocicletta        | Giri | Tempo     | Giro veloce | Velocità | Punti |
| ---- | --- | ---------------------- | ------------------ | ---------------------------- | ------------------- | ---- | --------- | ----------- | -------- | ----- |
| 1º   | 155 | Australia (bandiera)   | Brendan Roberts    | Ducati Xerox Junior          | Ducati 1098R        | 13   | 21'17.585 | 1'36.681    | 276,9    | 25    |
| 2º   | 34  | Italia (bandiera)      | Davide Giugliano   | Cruciani Moto Suzuki Italia  | Suzuki GSX-R1000 K8 | 13   | +3.795    | 1'37.149    | 276,9    | 20    |
| 3º   | 19  | Belgio (bandiera)      | Xavier Siméon      | Alstare Suzuki               | Suzuki GSX-R1000    | 13   | +6.865    | 1'37.300    | 279,0    | 16    |
| 4º   | 53  | Italia (bandiera)      | Alessandro Polita  | Sterilgarda Go Eleven        | Ducati 1098R        | 13   | +7.272    | 1'37.601    | 282,0    | 13    |
| 5º   | 71  | Italia (bandiera)      | Claudio Corti      | Yamaha Motor Italia Jun.Team | Yamaha YZF-R1       | 13   | +7.680    | 1'37.423    | 276,2    | 11    |
| 6º   | 51  | Italia (bandiera)      | Michele Pirro      | Yamaha Lorenzini by Leoni    | Yamaha YZF-R1       | 13   | +11.646   | 1'37.757    | 280,5    | 10    |
| 7º   | 21  | Francia (bandiera)     | Maxime Berger      | Hannspree IDS Ten Kate Honda | Honda CBR1000RR     | 13   | +13.281   | 1'37.991    | 273,4    | 9     |
| 8º   | 23  | Australia (bandiera)   | Chris Seaton       | Celani Team Suzuki Italia    | Suzuki GSX-R1000 K8 | 13   | +17.294   | 1'37.803    | 277,6    | 8     |
| 9º   | 77  | Regno Unito (bandiera) | Barry Liam Burrell | MS Racing                    | Honda CBR1000RR     | 13   | +17.487   | 1'37.665    | 277,6    | 7     |
| 10º  | 119 | Italia (bandiera)      | Michele Magnoni    | Yamaha Lorenzini by Leoni    | Yamaha YZF-R1       | 13   | +18.254   | 1'38.163    | 277,6    | 6     |
| 11º  | 111 | Italia (bandiera)      | Fabrizio Perotti   | Cruciani Moto Suzuki Italia  | Suzuki GSX-R1000 K8 | 13   | +19.910   | 1'38.789    | 278,3    | 5     |
| 12º  | 78  | Francia (bandiera)     | Freddy Foray       | Coutelle Junior Team Suzuki  | Suzuki GSX-R1000 K8 | 13   | +24.142   | 1'38.808    | 281,2    | 4     |
| 13º  | 88  | Francia (bandiera)     | Kenny Foray        | Zone Rouge                   | Yamaha YZF-R1       | 13   | +24.451   | 1'39.064    | 274,8    | 3     |
| 14º  | 20  | Francia (bandiera)     | Sylvain Barrier    | YZF Yamaha Junior            | Yamaha YZF-R1       | 13   | +24.896   | 1'38.375    | 281,2    | 2     |
| 15º  | 132 | Francia (bandiera)     | Yoann Tiberio      | Team Pedercini               | Kawasaki ZX-10R     | 13   | +24.934   | 1'38.647    | 275,5    | 1     |
| 16º  | 16  | Paesi Bassi (bandiera) | Raymond Schouten   | Vd Heyden Motors Yamaha      | Yamaha YZF-R1       | 13   | +25.955   | 1'38.943    | 279,0    |       |
| 17º  | 15  | Italia (bandiera)      | Matteo Baiocco     | O Six Kawasaki Supported     | Kawasaki ZX-10R     | 13   | +27.450   | 1'39.165    | 279,8    |       |
| 18º  | 14  | Svezia (bandiera)      | Filip Backlund     | MTM Racing                   | Suzuki GSX-R1000 K8 | 13   | +31.520   | 1'39.288    | 283,5    |       |
| 19º  | 30  | Svizzera (bandiera)    | Michaël Savary     | Coutelle Junior Team Suzuki  | Suzuki GSX-R1000 K8 | 13   | +31.636   | 1'39.535    | 273,4    |       |
| 20º  | 8   | Italia (bandiera)      | Andrea Antonelli   | Althea Racing AX 52          | Honda CBR1000RR     | 13   | +32.164   | 1'39.322    | 260,8    |       |
| 21º  | 5   | Paesi Bassi (bandiera) | Danny De Boer      | MQP Racing                   | Suzuki GSX-R1000 K8 | 13   | +36.987   | 1'39.491    | 276,2    |       |
| 22º  | 18  | Regno Unito (bandiera) | Matt Bond          | MIST Suzuki Racing           | Suzuki GSX-R1000 K8 | 13   | +41.607   | 1'40.137    | 279,0    |       |
| 23º  | 996 | Italia (bandiera)      | Jonathan Gallina   | Orelac Racing by Galvin      | Kawasaki ZX-10R     | 13   | +41.667   | 1'40.088    | 286,5    |       |
| 24º  | 33  | Estonia (bandiera)     | Marko Rohtlaan     | Azione Corse                 | Honda CBR1000RR     | 13   | +42.871   | 1'40.037    | 272,0    |       |
| 25º  | 24  | Slovenia (bandiera)    | Marko Jerman       | MD Team Jerman               | Honda CBR1000RR     | 13   | +45.216   | 1'40.325    | 272,0    |       |
| 26º  | 117 | Italia (bandiera)      | Denis Sacchetti    | Guandalini Racing by Grifo's | Ducati 1098R        | 13   | +51.360   | 1'40.687    | 276,9    |       |
| 27º  | 99  | Paesi Bassi (bandiera) | Roy Ten Napel      | MQP Racing                   | Suzuki GSX-R1000 K8 | 13   | +51.519   | 1'39.510    | 274,8    |       |
| 28º  | 29  | Italia (bandiera)      | Davide Bastianelli | Celani Team Suzuki Italia    | Suzuki GSX-R1000 K8 | 13   | +52.617   | 1'40.698    | 272,0    |       |
| 29º  | 41  | Svizzera (bandiera)    | Gregory Junod      | PCP Peko Racing              | Yamaha YZF-R1       | 13   | +52.771   | 1'40.945    | 270,0    |       |
| 30º  | 90  | Rep. Ceca (bandiera)   | Michal Drobný      | Intermoto Czech              | Honda CBR1000RR     | 13   | +54.632   | 1'40.836    | 276,2    |       |
| 31º  | 87  | Australia (bandiera)   | Gareth Jones       | MIST Suzuki Racing           | Suzuki GSX-R1000 K8 | 13   | +55.682   | 1'40.138    | 276,9    |       |
| 32º  | 57  | Australia (bandiera)   | Cameron Stronach   | O Six Kawasaki Supported     | Kawasaki ZX-10R     | 13   | +1'09.131 | 1'40.815    | 269,3    |       |
| 33º  | 58  | Italia (bandiera)      | Robert Gianfardoni | R.G. Team                    | Ducati 1098R        | 13   | +1'16.455 | 1'42.602    | 272,0    |       |

#### Ritirati
| Nº | Naz.                   | Pilota             | Squadra             | Motocicletta    | Giri | Giro veloce | Velocità |
| -- | ---------------------- | ------------------ | ------------------- | --------------- | ---- | ----------- | -------- |
| 72 | Spagna (bandiera)      | Jordi Torres       | Honda Merson        | Honda CBR1000RR | 7    | 1'37.640    | 275,5    |
| 96 | Rep. Ceca (bandiera)   | Matěj Smrž         | MS Racing           | Honda CBR1000RR | 6    | 1'39.285    | 274,1    |
| 92 | Slovenia (bandiera)    | Jure Stibilj       | MD Team Jerman      | Honda CBR1000RR | 5    | 1'44.822    | 272,7    |
| 66 | Paesi Bassi (bandiera) | Branko Srdanov     | Zone Rouge          | Yamaha YZF-R1   | 4    | 1'43.710    | 274,8    |
| 7  | Austria (bandiera)     | René Mähr          | KTM Mähr Superstock | KTM 1190 RC8    | 2    | 1'38.497    | 271,3    |
| 89 | Italia (bandiera)      | Domenico Colucci   | Ducati Xerox Junior | Ducati 1098R    | 0    |             |          |
| 12 | Italia (bandiera)      | Alessio Aldrovandi | Team Pedercini      | Kawasaki ZX-10R | 0    |             |          |